# Simití
Simití è un comune della Colombia facente parte del dipartimento di Bolívar.
Il centro abitato venne fondato da Antonio Lebrija nel 1537, mentre l'istituzione del comune è del 1933.